# Gare de Méru
La gare de Méru est une gare ferroviaire française de la ligne d'Épinay - Villetaneuse au Tréport - Mers, située sur le territoire de la commune de Méru, à 700 mètres du centre-ville, dans le département de l'Oise, en région Hauts-de-France.
Elle est mise en service en 1875 par la Compagnie des chemins de fer du Nord. C'est une gare de la Société nationale des chemins de fer français (SNCF) desservie par des trains TER Hauts-de-France.

## Situation ferroviaire
Établie à 103 m d'altitude, la gare de Méru est située au point kilométrique (PK) 52,915 de la ligne d'Épinay - Villetaneuse au Tréport - Mers, entre les gares d'Esches et de Laboissière - Le Déluge. C'était une gare d'échange avec la ligne à voie métrique de Méru à Labosse (fermée).

## Histoire

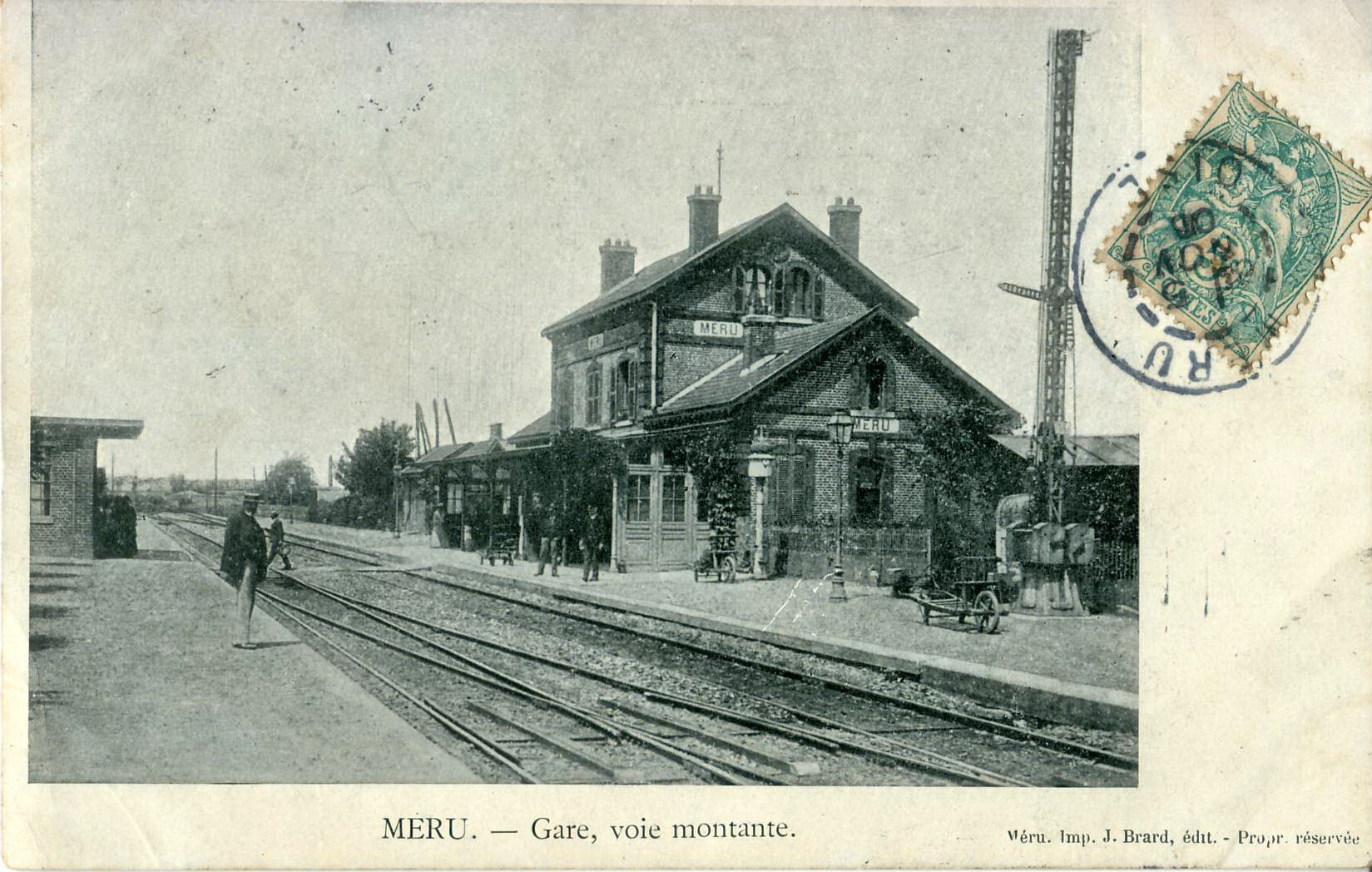
La gare vers 1900.

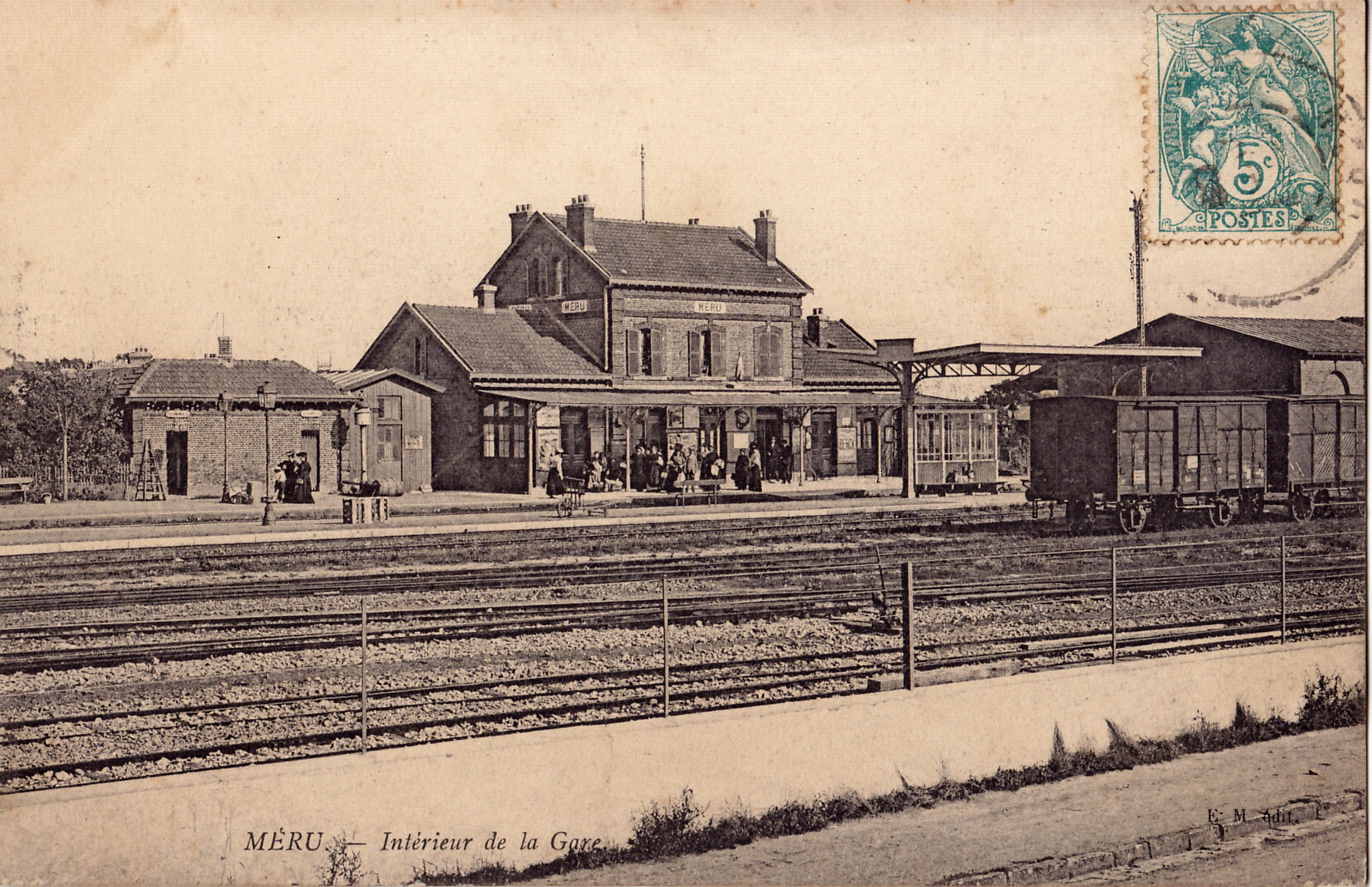
Vue générale de la gare, à la même époque.

La station de Méru est mise en service le 1er juillet 1875 par la Compagnie des chemins de fer du Nord, sur sa future ligne de Paris au Tréport, lorsqu'elle ouvre la section de Persan à Méru. La section suivante jusqu'à Beauvais est mise en service le 15 avril 1876.
Une correspondance pour Labosse existait autrefois, effectuée par un chemin de fer secondaire (VFIL) à voie métrique du réseau des chemins de fer départementaux de l'Oise.
Lors de l'électrification en 25 kV 50 Hz, une troisième voie à quai a été installée afin de créer un terminus partiel.

## Fréquentation
De 2015 à 2022, selon les estimations de la SNCF, la fréquentation annuelle de la gare s'élève aux nombres indiqués dans le tableau ci-dessous.

| Année                      | 2015      | 2016      | 2017      | 2018      | 2019      | 2020    | 2021    | 2022      |
| -------------------------- | --------- | --------- | --------- | --------- | --------- | ------- | ------- | --------- |
| Voyageurs                  | 803 770   | 857 444   | 897 366   | 804 890   | 868 888   | 585 310 | 720 919 | 907 138   |
| Voyageurs et non voyageurs | 1 004 713 | 1 071 806 | 1 121 708 | 1 006 113 | 1 086 110 | 731 637 | 901 149 | 1 133 922 |

## Service des voyageurs

### Accueil
Gare SNCF, elle dispose d'un bâtiment voyageurs, avec guichet, ouvert tous les jours. Elle est équipée d'automates pour l'achat de titres de transport.
Un souterrain permet la traversée des voies et le passage d'un quai à l'autre.

### Desserte
Méru est desservie par des trains TER Hauts-de-France qui effectuent des missions entre les gares de Paris-Nord et de Beauvais.

### Intermodalité
Un parking y est aménagé. La gare est desservie par toutes les lignes du réseau urbain Sablons Bus ainsi que par les lignes 603, 621, 622, 6121, 6134 et 6234 du réseau interurbain de l'Oise.

### Accessibilité
Des travaux de mise en accessibilité sont réalisés au second semestre de 2014, mais n'intègrent pas la réalisation d'ascenseurs desservant les quais.
En 2017 et 2018, de nouveaux travaux d'accessibilité permettent l'installation de deux ascenseurs en plus de la mise en conformité des escaliers pour les personnes à mobilité réduite.